# Летящая лошадь

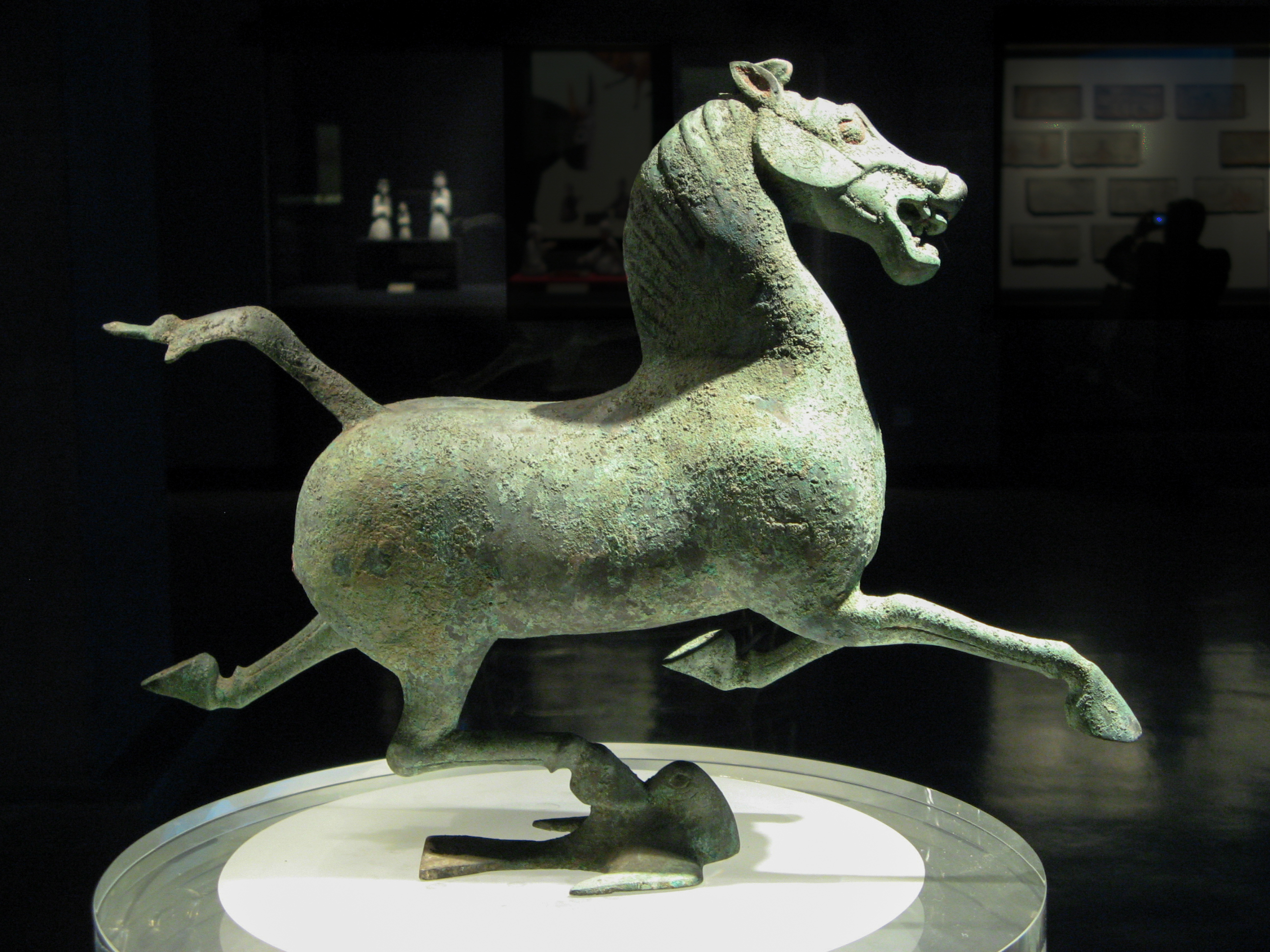
«Летящая лошадь», бронзовая статуэтка 25—220 гг. н. э. в музее провинции Ганьсу

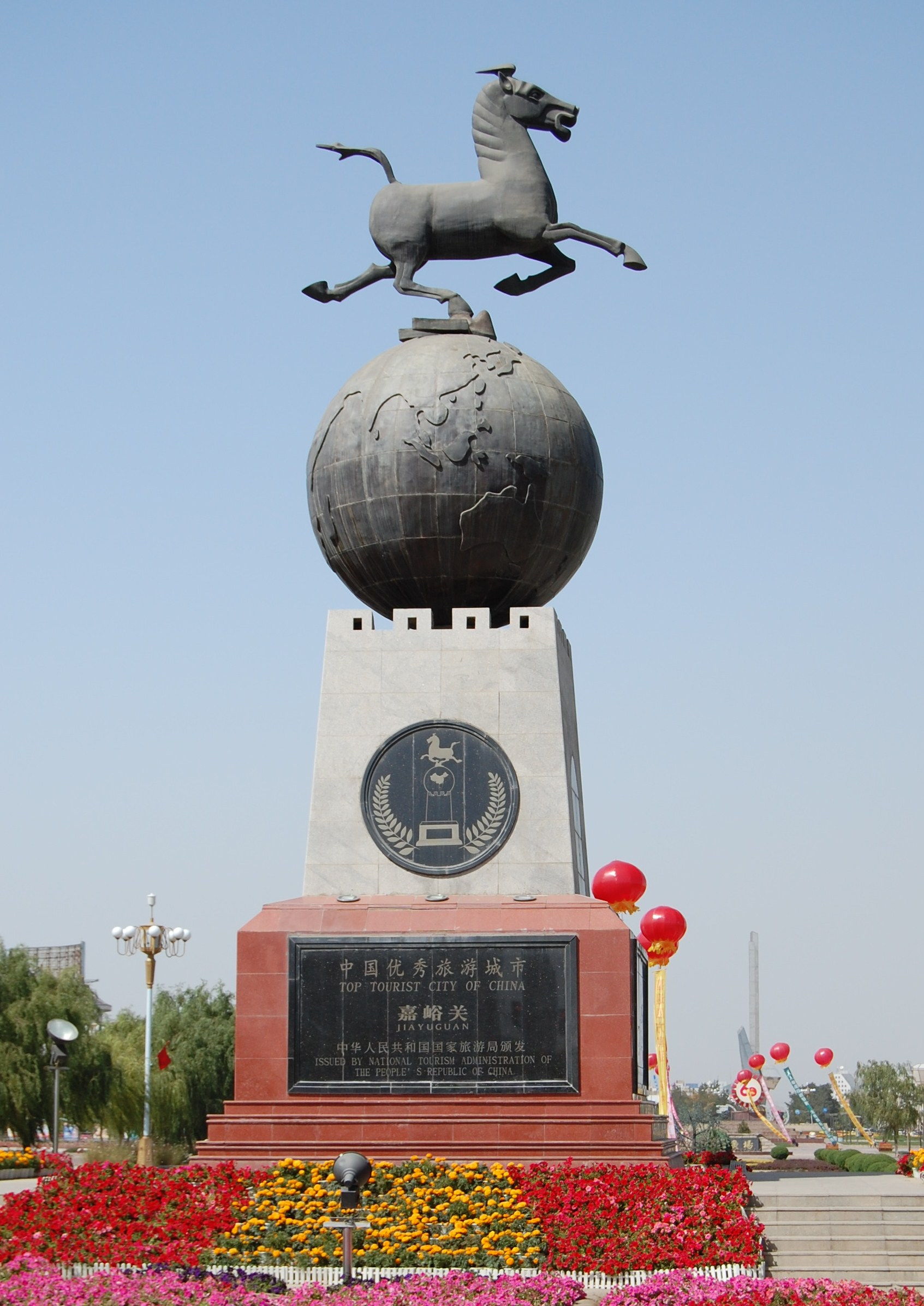
Памятник с «Летящей лошадью» лучшему туристическому городу Китая в Цзяюйгуань

Летящая лошадь (кит. упр. 马踏飞燕, пиньинь Mǎtà fēiyàn) — бронзовая статуэтка лошади, найденная в Китае.

## Описание
Бронзовая статуэтка лошади была найдена в 1969 году под храмом Лэйтай, расположенным в городском округе Увэй провинции Ганьсу, и является самой знаменитой исторической реликвией провинции. Захоронение, в котором она была обнаружена, датируется периодом Восточная Хань, относится к 25—220 гг. н. э. Статуэтка имеет размеры 45×10×34,5 см. Она является экспонатом музея провинции Ганьсу в городе Ланьчжоу. Лошадь предстаёт перед нами в полёте, опирающейся одной ногой на летящую ласточку. По замечанию А.Н. Желоховцева, в статуэтке есть что-то близкое к скульптуре Древней Греции. Если предположить, что автор статуэтки хотел изобразить галоп, то положение ног   передано неверно.
В 1983 году Национальное управление по туризму КНР выбрало статуэтку «Летящая лошадь» в качестве своего символа. Это управление присуждает китайским городам звание лучшего туристического города Китая. При этом в городе, получившем это звание, нередко устанавливается памятник, изображающий статуэтку «Летящая лошадь» над земным шаром. Например, в 2000 году звание лучшего туристического города Китая было присвоено китайскому городу Суйфэньхэ.
Национальное управление культурного наследия КНР включило «Летящую лошадь» в первоначальный список из 64 культурных реликвий, которые запрещается вывозить для показа за пределами КНР.

## В филателии
20 ноября 1973 года КНР выпустила почтовую марку из серии «Исторические реликвии, раскопанные во время „культурной революции“» с изображением «Летящей лошади», на марке приведено её альтернативное название «бронзовая бегущая лошадь» (кит. упр. 铜奔马), а также датировка — Восточная Хань, 25—220 гг. н. э.:44
«Летящая лошадь» также изображена на марке, выпущенной КНР 1 января 1997 года и посвящённой Году китайского туризма (Sc #2745):120.